# Тойшево
То́йшево (рос. Тойшево, чув. Тушкасси) — присілок у Чувашії Російської Федерації, у складі Тораєвського сільського поселення Моргауського району.
Населення — 207 осіб (2010; 317 в 2002, 462 в 1979; 731 в 1939, 725 в 1926, 622 в 1906, 450 в 1858). Національний склад — чуваші, росіяни.

## Історія
До 1866 року селяни мали статус державних, займались землеробством, тваринництвом, слюсарством, бондарством, виробництвом одягу та взуття. 1891 року відкрито школу грамоти, 2 березня 1892 року — парафіяльна школа. На початку 20 століття діяв вітряк. 1930 року утворено колгосп «імені Володарського». До 1927 року присілок перебував у складі Тораєвської волості Ядрінського повіту. 1927 року присілок переданий до складу Ядрінського, 1939 року — до складу Совєтського, 1956 року — до складу Моргауського, 1959 року — до складу Сундирського, 1962 року — повернуто до складу Ядрінського, 1964 року — повернутий до складу Моргауського району.

## Господарство
У присілку діють фельдшерсько-акушерський пункт, клуб та магазин.